# Ko Ishikawa
Ko Ishikawa (født 10. marts 1970) er en tidligere japansk fodboldspiller.
Han har spillet for flere forskellige klubber i sin karriere, herunder Verdy Kawasaki og Nagoya Grampus Eight.